# Pinturas
Pinturas (španělsky Río Pinturas) je vodní tok v provincii Santa Cruz v Argentině.

## Průběh toku
Pramení jižně od jezera Buenos Aires v Patagonských Andách. Teče severním směrem provincií Santa Cruz. Jedná se o přibližně 150 km dlouhý pravostranný přítok řeky Río Deseado. Úsek toku řeky protéká kaňonem Valle del Río Pinturas, ve kterém se nachází jeskyně Cueva de las Manos s prehistorickými nástěnnými malbami – kulturní dědictví UNESCO.